# Чернак, Эрик
Эрик Чернак (словац. Erik Černák; 28 мая 1997, Кошице, Словакия) — словацкий хоккеист, защитник клуба НХЛ «Тампа-Бэй Лайтнинг». Обладатель Кубка Стэнли 2020 и 2021 годов.

## Карьера
Дебют на профессиональном уровне у Чернака состоялся в сезоне 2013/14 за команду словацкой экстралиги ХК «Кошице», в том же сезоне он перешёл в систему клуба «Оранж 20», который состоит исключительно из игроков молодёжной сборной Словакии.
Перед началом сезона 2014/15 Чернак вернулся в свою родную команду, ХК «Кошице». В этом сезоне он сыграл 43 матча и набрал 13 очков. Успехи Эрика не остались незамеченными и на драфте НХЛ 2015 года его выбрал во 2-м раунде под общим 43-м номером клуб НХЛ «Лос-Анджелес Кингз». 4 июля 2015 года Чернак подписал трёхлетний контракт новичка с «Кингз».
Несмотря на отличную игру в ОХЛ, Чернак был обменян в «Тампа-Бэй Лайтнинг», «трейд» состоялся 26 февраля 2017 года.
13 ноября 2018 года Чернак дебютировал в НХЛ за «Тампа-Бэй Лайтнинг» в победном матче против «Баффало Сейбрз». 19 ноября 2018 года Эрик набрал свой первый балл за результативность в НХЛ, отдав голевой пас на Виктора Хедмана в матче против «Нэшвилл Предаторз» (3:2). 2 февраля 2019 года он записал на свой счёт первый гол в карьере НХЛ, случилось это на арене «Мэдисон Сквер Гарден» в матче против «Нью-Йорк Рейнджерс» (3:2).
В 2020 и 2021 году Эрик Чернак стал обладателем Кубка Стэнли в составе «Тампы».

## Достижения
- Чемпион Словакии 2014 и 2015
- Бронзовый призёр молодёжного чемпионата мира 2015
- Обладатель Президентского кубка 2019
- Обладатель Приза принца Уэльского: 2020, 2021
- Обладатель Кубка Стэнли : 2020, 2021.